# Зоряное (Черкасская область)
Зоряное (укр. Зоряне) — село в Уманском районе Черкасской области Украины.
Население по переписи 2001 года составляло 254 человека. Почтовый индекс — 20012. Телефонный код — 4745.

## Местный совет
20012, Черкасская обл., Христиновский р-н, с. Зоряное